# Oskar Gasecki
Oskar Gasecki (* 28. Oktober 1990 in Louis Trichardt, Südafrika) ist ein polnischer Fußballspieler, der auch die US-amerikanische Staatsbürgerschaft besitzt.

## Leben und Karriere

### Jugendzeit
Gasecki wurde in Louis Trichardt, Südafrika als Sohn der aus Stalowa Wola stammenden Gastarbeiter Wiktor und Ewa Gasecki geboren. Im Alter von fünf Jahren zog Gasecki mit seiner Familie nach Gurnee, Illinois. Im Jahr 2009 schloss er die Warren Township High School ab und nahm anschließend ein Studium der Betriebswirtschaftslehre an der Western Illinois University auf.

### Spielerkarriere
Seit August 2009 spielte der beidfüßige Gasecki für die Western Illinois Leathernecks. Bereits als Freshman kam er auf zwanzig Saisoneinsätze. Sein Sophomore-Jahr war von einer Oberschenkelverletzung geprägt, so dass er nur auf vierzehn Einsätze kam. In seiner zweiten Saison wurde er auch vielseitiger als Außenverteidiger und zentraler Mittelfeldspieler eingesetzt. Kurz vor dem Beginn seiner Junior-Saison wurde er von den Talentsichtern von Borussia Dortmund entdeckt und zu einem Probetraining eingeladen.
Im März 2011 absolvierte Gasecki ein Probetraining bei Borussia Dortmund, zwei Monate später unterschrieb er einen Spielervertrag, welcher bis zum Ende der Saison 2013/2014 lief. Ab dem 1. Juli 2011 stand Gasecki im Kader der zweiten Mannschaft von Borussia Dortmund. Im Sommer 2012 verließ er die Borussen.
Im Januar 2015 wechselte er, nachdem er fast drei Jahre vereinslos gewesen war, zum Saint Louis FC.

### Nationalmannschaft
Der defensive Mittelfeldspieler spielte für die polnische U-18-Auswahl.

### Erfolge
- 2× Berufung in die All-Northern Suburban Conference-Auswahl: 2006, 2007
- 1× All-Summit League Second Team (2010)
- 1× All-Summit League Newcomer und All-Tournament Team (2009)